# Pfarrkirche Zöbern

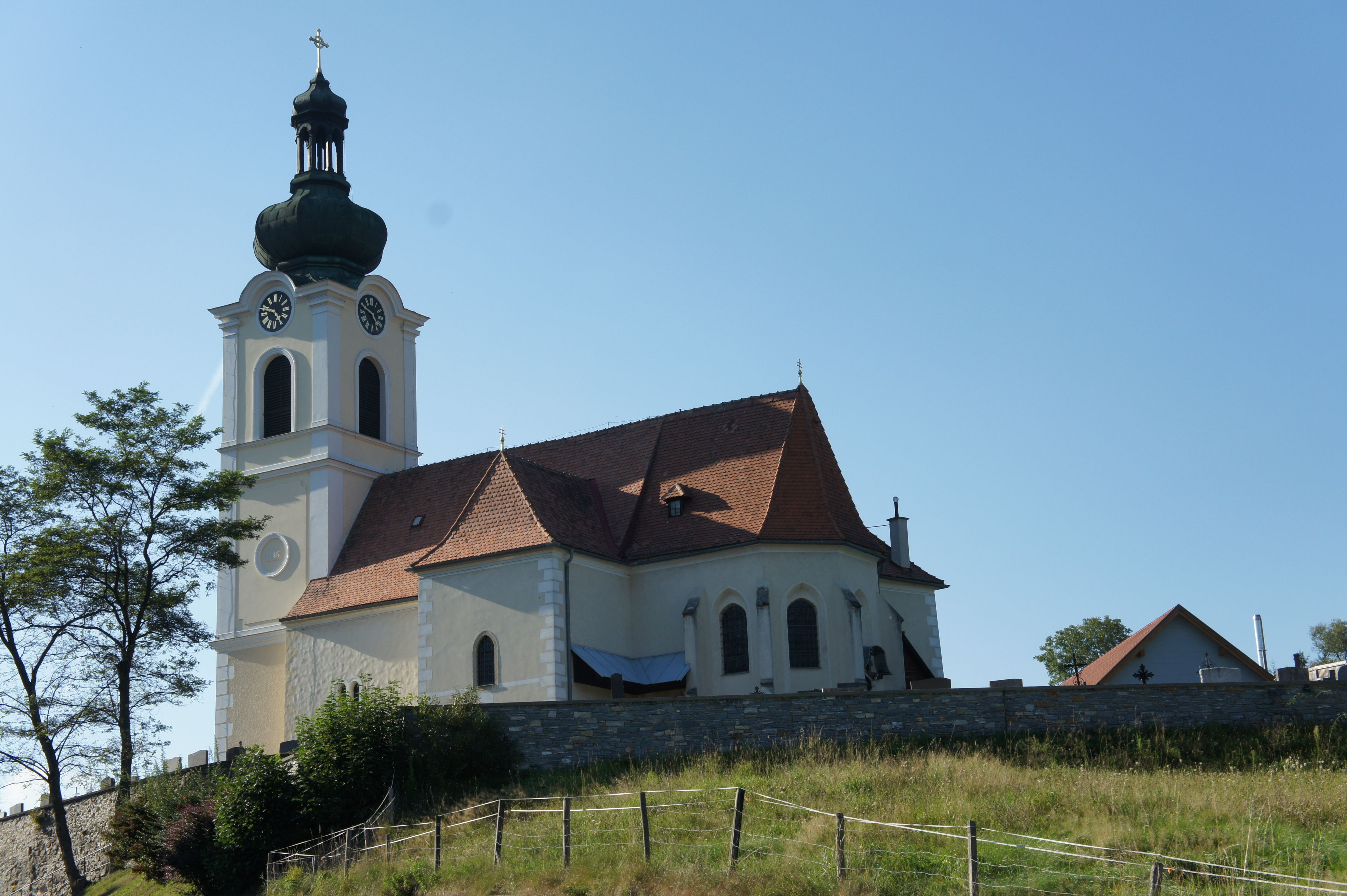
Katholische Pfarrkirche hl. Georg in Zöbern

Die Pfarrkirche Zöbern steht in der Ortsmitte in der Gemeinde Zöbern im Bezirk Neunkirchen in Niederösterreich. Die auf den Heiligen Georg geweihte römisch-katholische Pfarrkirche gehört zum Dekanat Kirchschlag im Vikariat Unter dem Wienerwald der Erzdiözese Wien. Die Kirche mit Mauern und Friedhof steht unter Denkmalschutz (Listeneintrag).

## Geschichte
1255 bestand urkundlich eine Kapelle. Die Pfarre besteht seit 1260, wohl anfangs mit der Einrichtung eines Vikariats, welches urkundlich 1362 genannt wurde. Der anfangs gotische Kirchenbau wurde in der Barockzeit mehrfach verändert, ab der Mitte des 17. Jahrhunderts wurde über mittelalterlichen Fundamenten das Langhaus neu erbaut, in der Mitte des 18. Jahrhunderts wurde das Langhaus um seitliche Kapellenanbauten erweitert. 1756 wurde ein Benefiz genannt, 1783 ein Pfarrer genannt. Der Westturm ist mit 1905 bezeichnet. Bei Grabungen (1993) wurden Mauerzüge im Osten der Kirche freigelegt, welche wohl die Fundamente eines ehemaligen achteckigen Karners sind.

## Architektur
Die Kirche mit einem vorgestellten Westturm steht auf abschüssigem Gelände in einem ummauerten Friedhof, der Friedhof ist in der Straßenkurve durch eine mächtige Böschung gestützt (1937).

## Ausstattung
Die Kirche hat eine reiche barocke Einrichtung.